# Јукио Хатојама
Јукио Хатојама (јап. 鳩山由紀夫; Токио, 11. фебруар 1947) је премијер Јапана од септембра 2009. године. Налазио се на челу Демократске странке Јапана.
Посланик је од 1986. године за 9. Хокаидо дистрикт. Пре Хатојаме, једини премијер Јапана рођен након Другог светског рата био је Шинзо Абе. Његовим доласком на власт, Демократска странка је први пут сменила владајућу Либерално-демократску странку након 54 године власти.
Оставку на место премијера је поднео 2. јуна 2010. године након притисака унутар његове партије због неиспуњења предизборног обећања о затварању америчке базе на Окинави. Он је четврти премијер Јапана који је поднео оставку од 2006. године. Наследио га је Наото Кан.
Ожењен је и има троје деце.